# Podsavezna nogometna liga Gospić 1959./60.
Podsavezna nogometna liga Gospić, također i kao Liga Nogometnog podsaveza Gospić u sezoni 1959./60. 
 
Sudjelovalo je 8 klubova, a prvak je bio "GOŠK" iz Gospića. 

## Ljestvica
| mj. | klub                     | ut. | pob. | ner. | por. | gol+ | gol- | bod |
| --- | ------------------------ | --- | ---- | ---- | ---- | ---- | ---- | --- |
| 1.  | GOŠK Gospić              | 14  | 9    | 1    | 4    | 47   | 19   | 19  |
| 2.  | Partizan Titova Korenica | 14  | 6    | 6    | 2    | 44   | 31   | 18  |
| 3.  | Visočica Divoselo        | 14  | 7    | 4    | 3    | 29   | 23   | 18  |
| 4.  | Sloga Otočac             | 14  | 7    | 3    | 4    | 32   | 31   | 17  |
| 5.  | Velebit Žabica           | 14  | 4    | 6    | 4    | 24   | 28   | 14  |
| 6.  | Jedinstvo Donji Lapac    | 14  | 4    | 6    | 4    | 16   | 21   | 14  |
| 7.  | Bratstvo Gračac          | 14  | 3    | 2    | 9    | 17   | 35   | 8   |
| 8.  | Lika Lički Osik          | 14  | 1    | 2    | 11   | 14   | 33   | 4   |

- Titova Korenica – tadašnji naziv za Korenicu

## Rezultatska križaljka
| kratica | klub                     | BRA | GOŠK | JED | LIKA | PAR | SLO | VEL | VIS |
| --- | ------------------------ | --- | ---- | --- | ---- | --- | --- | --- | --- |
| BRA | Bratstvo Gračac          |     |      |     |      |     |     |     |     |
| GOŠK | GOŠK Gospić              |     |      |     |      |     |     |     |     |
| JED | Jedinstvo Donji Lapac    |     |      |     |      |     |     |     |     |
| LIKA | Lika Lički Osik          |     |      |     |      |     |     |     |     |
| PAR | Partizan Titova Korenica |     |      |     |      |     |     |     |     |
| SLO | Sloga Otočac             |     |      |     |      |     |     |     |     |
| VEL | Velebit Žabica           |     |      |     |      |     |     |     |     |
| VIS | Visočica Divoselo        |     |      |     |      |     |     |     |     |
| |                          |     |      |     |      |     |     |     |     |
| podebljan rezultat - utakmice od 1. do 7. kola (1. utakmica između klubova) rezultat normalne debljine - utakmice od 8. do 14. kola (2. utakmica između klubova) rezultat nakošen - nije vidljiv redoslijed odigravanja međusobnih utakmica iz dostupnih izvora rezultat nakošen i smanjen * - iz dostupnih izvora nije uočljiv domaćin susreta prekrižen rezultat - poništena ili brisana utakmica p - utakmica prekinuta 3:0 p.f. / 0:3 p.f. - rezultat 3:0 bez borbe |                          |     |      |     |      |     |     |     |     |

 Izvori: 